# Mr. Mom
Mr. Mom é um filme de comédia dramática, dirigido por Stan Dragoti e escrito por John Hughes sobre um pai "dono-de-casa". O filme é estrelado por Michael Keaton, Teri Garr, Jeffrey Tambor, Christopher Lloyd, e Martin Mull.
Em 2011 foi anunciado que um remake do filme seria produzido.

## Elenco
- Michael Keaton como Jack Butler
- Teri Garr como Caroline Butler
- Jeffrey Tambor como Jinx
- Christopher Lloyd como Larry
- Martin Mull como Ron
- Taliesin Jaffe como Kenny Butler
- Frederick Koehler como Alex Butler
- Courtney e Brittany White como Megan Butler
- Graham Jarvis como Humphries
- Miriam Flynn como Annette
- Ann Jillian como Joan
- Edie McClurg como Checkout lady
- Patti Deutsch como Deli girl